# Walter Fleming Coutts
Sir Walter Fleming Coutts GCMG, MBE (* 30. November 1912 in Aberdeen; † 4. November 1988 in Perth) war ein britischer Kolonialbeamter und erster und letzter Generalgouverneur von Uganda.
Er wurde in Schottland geboren und studierte an der University of St Andrews und am St John’s College der University of Cambridge. 1936 trat er in den British Colonial Service ein und wurde District Officer in Kenia. 1947 stieg er dort zum District Commissioner auf.
Von 1948 bis 1955 war er Verwalter der britischen Kronkolonie St. Vincent und die Grenadinen. Ab 1956 war er Regierungsbeamter in Kenia und vom 14. Oktober bis zum 23. Oktober 1959 war er amtierender Gouverneur von Kenia.
Am 7. Februar 1961 wurde er zum Knight Bachelor erhoben. Am 11. August 1961 wurde er Knight Commander des Order of St Michael and St George und am 3. Dezember 1962 Knight Grand Cross desselben Ordens.
Am 18. November 1961 wurde er Gouverneur von Uganda. Als Uganda am 9. Oktober 1962 die Unabhängigkeit erhielt, wurde Coutts Generalgouverneur und repräsentierte damit Königin Elisabeth II. als Staatsoberhaupt. Als Uganda ein Jahr später am 9. Oktober 1963 Republik wurde, übergab Coutts das Amt des Staatsoberhaupts an den zuvor gewählten Präsidenten Edward Mutesa, und wanderte nach Australien aus. 1972 bis 1974 war er Vorsitzender der Pergamon Press.